# ناحیه ترپارکر
ناحیه ترپارکر (به انگلیسی: Tharparkar District) یکی از ناحیه‌های پاکستان در پاکستان است که در ایالت سند واقع شده‌است. ناحیه ترپارکر ۱٬۶۴۹٬۶۶۱ نفر جمعیت دارد.